# Фридрих фон Хертингсхаузен
Фридрих фон Хертингсхаузен (на немски: Friedrich von Hertingshausen) е рицар от Хесен през 14/15 век.
Той е член на рицарски съюз. На 5 юни 1400 г. близо до Фрицлар той убива, заедно с граф Хайнрих VII фон Валдек и Конрад фон Фалкенберг, кандидата за немски крал херцог Фридрих I от Брауншвайг-Волфенбютел, нежелан от архиепископа на Майнц Йохан II.
Крал Рупрехт задължава убийците на 3 февруари 1402 г. като опрощение да подарят един олтар с непрекъсната литургия за душата в катедралата Св. Петър във Фрицлар.